# 椒江区
椒江区（台州话：Tsiao-kông Ky'ü），旧称“海门”，是中华人民共和国浙江省台州市的一个市辖区，位于台州中部，椒江贯穿全境，将该区一分两半。是台州市政府驻地，也是全市的政治、经济、文化中心。境内一江山岛是一江山岛战役的发生地，大陈岛上中华民国国军组织了大陈岛撤退，后知识青年上大陈岛垦荒，这三件事使得椒江区闻名遐迩。曾经是浙江第一个县级市，经济发达。區人民政府駐海门街道青年路404號。

## 历史
椒江是椒江区的母亲河，该区也因此得名，而“椒江”一名最初见于宋朝。椒江之历史可追溯至新石器时期，当时椒江称为“章安”。三国吴黄龙二年（230年），孙权派遣卫温、诸葛直两位将军，率万人从椒江境内的章安港出发，航行至夷州（今台湾）进行开发，这是历史上有记录的最早一次大陆与台湾的交往。公元3世纪到6世纪，章安成为浙江东南沿海重要的政治、经济和文化中心。同时，对外贸易等行业逐渐发展起来，船队从章安港出发远航日本、朝鲜等国。明洪武二十年（1387年）在境内设置海门卫以抵御倭寇，“海门”之名自此始。到了民国28年（1935年），临海县海门区建立。解放军进驻后的1949年6月，被建为海门直属区。之后，一江山岛战役和大陈岛撤退两件重大事件，陆续在境内的一江山岛和大陈岛发生。1980年7月，被建为海门特区。1981年7月撤特区设市，成为浙江省第一个县级市；同时为避免和江苏省海门县重名，改名“椒江”，成为椒江市。1994年台州撤地设市后，椒江市一并撤销，改为台州市椒江区，并成为台州市政府驻地和全台州市的政治、经济、文化中心。

## 自然地理
椒江区位于浙江省沿海的中部，位于台州东面，东濒东海，南接路桥区，西与临海市、黄岩区、路桥区接壤，北靠临海市。在温黄平原北部，地貌以沿海冲积平原为主，亦有丘陵、滩涂和海岛。椒江穿城而过，将全区土地一分为二，隔江相望，并形成椒江港，被称为“台州六邑咽喉”。全区陆地面积274平方公里（一说280.1平方千米），海域面积1604平方公里。:1829－1830境内有大陈岛、一江山岛等著名岛屿。

## 行政区划

### 现行区划
下辖8个街道、1个镇，275个村级行政区：
- 街道：海门街道、白云街道、葭沚街道、洪家街道、章安街道、下陈街道、三甲街道、前所街道。
- 镇：大陈镇。

区政府驻地和全区的经济文化中心在海门街道，区人民政府驻海门街道青年路404号。

### 区划沿革
1949年，海门区直属台州专署，下辖海门、葭沚、三山、山东、涌泉、玉岘、章安、前岸8个乡镇。1950年3月，后4镇划为临海县管辖。6月，葭南、山东、三山这3个乡划为黄岩县管辖，海门区仅辖海门镇。1952年11月，临海县老鼠屿划归海门区管辖，1953年6月，设立椒江乡。1955年4月，大陈岛划归海门区管辖，设立办事处。1956年3月，海门区归属黄岩县管辖，海门区下辖海门镇、葭沚镇、大陈镇。1958年10月，海门区、洪家区合并为海门人民公社，下辖海门、葭沚、大陈、洪家、东山、西山、界牌7个大队和1个渔业专业大队。1959年8月，海门人民公社改为黄岩县人民委员会海门办事处。1960年初和该年5月，原洪家区和大陈镇陆续被划出，海门办事处辖海门镇、葭沚镇、栅浦人民公社、椒渔人民公社。6月，海门办事处改为海门人民公社。1961年6月，海门人民公社改为海门区公所，下辖栅浦、葭沚、海门、椒渔四个人民公社。文化大革命期间的1969年，海门区公所改为海门区革命委员会，又于1979年5月文革结束后改回区公所。1980年7月，设立海门特区，黄岩县大陈镇、山东公社及临海县前所公社划入海门特区管辖。1981年7月，海门特区改为椒江市。1982年1月，黄岩县界牌公社和临海县沿海公社划入椒江市管辖。1984年12月，黄岩县三甲区及和洪家区、临海县的章安区、杜桥大汾乡的五四、七年、横蒋、横西村和涌泉区黄礁乡划入椒江市管辖。1985年7月，椒江市增设前岸乡。12月，椒江市设立葭沚区，下辖葭沚镇、栅浦乡、界牌乡、山东乡、椒渔街道办事处。1986年4月，撤销椒江市海门镇，设立海门办事处，下辖椒东、椒南、椒西三个办事处。1992年5月，撤区并乡建镇，设立三甲镇、下陈镇、洪家镇、东山镇、章安镇、前所镇、大陈镇、黄礁乡、海门街道、白云街道、葭沚街道。1994年8月，撤销椒江市，设立台州市椒江区。2001年11月，撤销洪家镇、东山镇、三甲镇、下陈镇、章安镇、前所镇，设立洪家街道、三甲街道、下陈街道、章安街道、前所街道，原东山镇并入葭沚街道，原黄礁乡并入章安街道。

## 人口
2020年末， 根據第七次全国人口普查數據顯示：椒江区常住人口为826074人，与2010年第六次全国人口普查的653765人相比，十年共增加172309人，增长26.36%，年平均增长率为2.37%。      户籍人口总数为56.71万人。
2018年，全区总户籍人口为542771人，人口密度为每平方千米1938人。

## 经济
凭借沿江的地理位置优势和港口资源，椒江经济迅速发展起来。明朝时期，椒江南岸的地区率先开始发展。清末民初，椒江的商业经济在全台州最为繁华，一度被誉为“小上海”。1988年3月，国务院批准椒江为沿海经济开放区。1997年1月30日，椒江经济开发区改建为台州经济开发区。目前，椒江贯彻“发展大工业、开发大港口、构筑大交通、建设大城市”的战略，发展医药、缝制、智能马桶、汽车零配件等支柱产业，成为台州市内经济最发达的地区之一。2017年，椒江的外贸出口额排全台州市第一。椒江还大力发展“数字经济”。比较知名的椒江企业有星星集团、杰克缝纫机、海正药业等。截止2017年底，全区生产总值达559.44亿元，其中第三产业占比最大。

## 铁路车站

### 国铁车站
- 杭台高速铁路：台州站

### 市域铁路车站
- 台州市域铁路S1线：台州火车站站、学院路站、国博中心站、汇丰路站
- 台州市域铁路S2线：台州火车站站、台州学院站、市民广场站、东环大道站、机东路站、椒江八中站